# Malaccamax

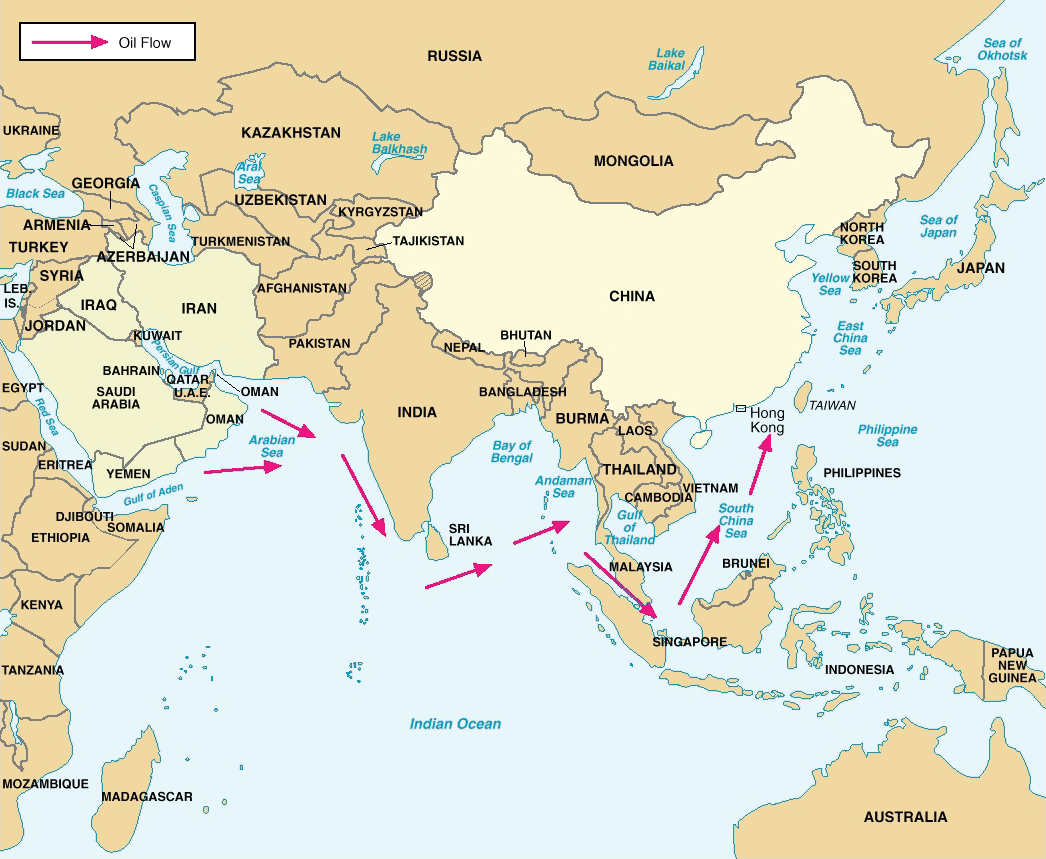
Malaccamax tankers kunnen olie van de Perzische Golf naar China vervoeren.

De Malaccamax is een scheepvaartterm die de maximale afmetingen van een schip aangeeft waarmee het gebruik kan maken van de 25 meter diepe Straat Malakka. Een schip dat niet aan deze norm voldoet, moet langere alternatieve routes nemen, zoals:
- Straat Lombok, Straat Makassar, Sibutu Passage en Straat Mindoro
- Straat Ombai, Bandazee, Lifamatola straat en Molukse Zee
- Om Australië

Aframax · Baltimax · Chinamax · Dunkirkmax · Handymax · Japanamax · Kamsarmax · Medimax · Newcastlemax · Panamax · Saimax · Seawaymax · Setouchmax · Suezmax · Valemax